# Беноа (мис)
Беноа, відомий також як Танджунг-Беноа (індонез. Tanjung Benoa - мис Беноа) — мис в південній частині індонезійського острова Балі. Належить до числа найбільш популярних курортно-туристичних зон острова.
Площа мису становить близько 5 км². На його території розташоване поселення Танджунг-Беноа, що включає в себе два села. Загальна чисельність місцевого населення — 5463 особи.

## Географічне положення

Карта півострова Букіт. Мис Беноа виділений темно-червоним

Мис Беноа лежить на півострові Букіт, який утворює південний край острова Балі. Являє собою піщану стрілку, що відходить від східного узбережжя півострова Букіт, відомого як Нуса-Дуа, у бік основної території Балі. Територія мису витягнута майже строго з півдня на північ. Його довжина становить близько 3,8 км, максимальна ширина — близько 1,2 км, площа — близько 5,24 км².
Зовнішнє, східне узбережжя мису, яке омивається водами протоки Бадунг, порізане незначно. На західному березі, який звернений у бік перешийка, що з'єднує Букіт з основною частиною Балі й омивається водами мілководної затоки Беноа, є кілька невеликих бухт. Усі водні простори навколо мису належать до акваторії Індійського океану. За кілька сотень метрів від північного краю Беноа лежить порівнянний за розміром із мисом острів Серанган (індонез. Pulau Serangan), протилежний берег якого, своєю чергою, розташований за кілька десятків метрів від основної території Балі і з'єднаний із нею мостом. Біля східного узбережжя розташовано кілька менших за розміром острівців, найбільшим серед яких є Нуса-Пудут (індонез. Nusa Pudut) — вузька піщана коса завдовжки близько 1 км, один з країв якої майже змикається з територією Беноа.

## Природні умови

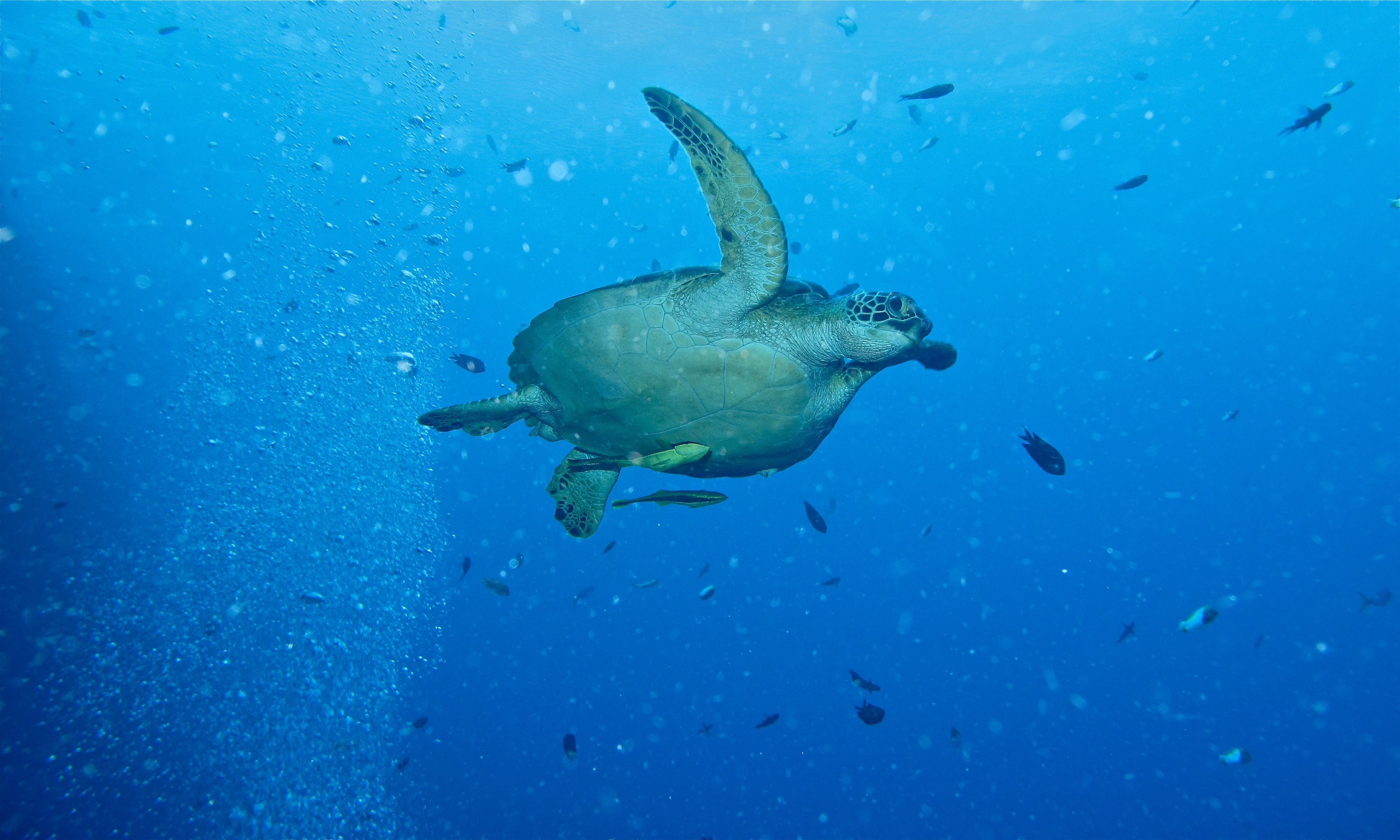
Зелена черепаха — один із основних представників фауни Беноа

Мис утворений піщаними наносами. Біля західного узбережжя наявні коралові рифи. Територія, що не зайнята будівлями і дорожньою інфраструктурою, переважно покрита густою рослинністю, у тому числі чагарниками і пальмами. У південній частині західного узбережжя є значний масив мангрових заростей, один із найбільших на Балі.
На узбережжі Беноа зустрічаються різні види морських черепах. Найбільша колонія черепах, що перебуває під охороною місцевої влади, мешкає на Нуса-Пудуті та в прилеглій до нього акваторії, завдяки чому цей острівець широко відомий на Балі під альтернативною назвою Острів Черепах (індонез. Pulau Penyu).
На думку екологів, серйозну загрозу для місцевої екосистеми становлять роботи із засипки та осушення прибережної зони затоки Беноа, а також із будівництва системи дамб і мостів, що перетинає затоку, які ведуться від кінця XX століття. Крім того, передбачають, що на чисельності тутешньої популяції морських черепах може негативно позначитися поступове розмивання острівця Нуса-Пудут.

## Адміністративна приналежність, населення
Територія мису виділена як адміністративно-територіальна одиниця нижчого рівня — поселення (індонез. kelurahan) з відповідною назвою Танджунг-Беноа (індонез. Tanjung Benoa - Мис Беноа), що входить до складу району Південний Кута, який, своєю чергою, належить до округу Бадунг провінції Балі. Поселення включає два села — Танджунг-Беноа і Тенгкулунг (індонез. Tengkulung). Їх сукупне населення, станом на 2012 рік, становить 5463 особи, які утворюють 1150 родин.
Етнічний та конфесійний склад жителів досить різноманітний, що не зовсім типово для Балі загалом. Балійці, корінне населення острова, становлять тут не більш як 70 % населення. Крім них у поселенні проживає досить багато яванців, бугів, китайців, а також вихідців з острова Флорес, що належать до різних народностей. 4299 осіб сповідують індуїзм, 999 — іслам, 74 — протестантизм, 64 — католицизм, 27 — буддизм.

## Економіка і соціальна сфера

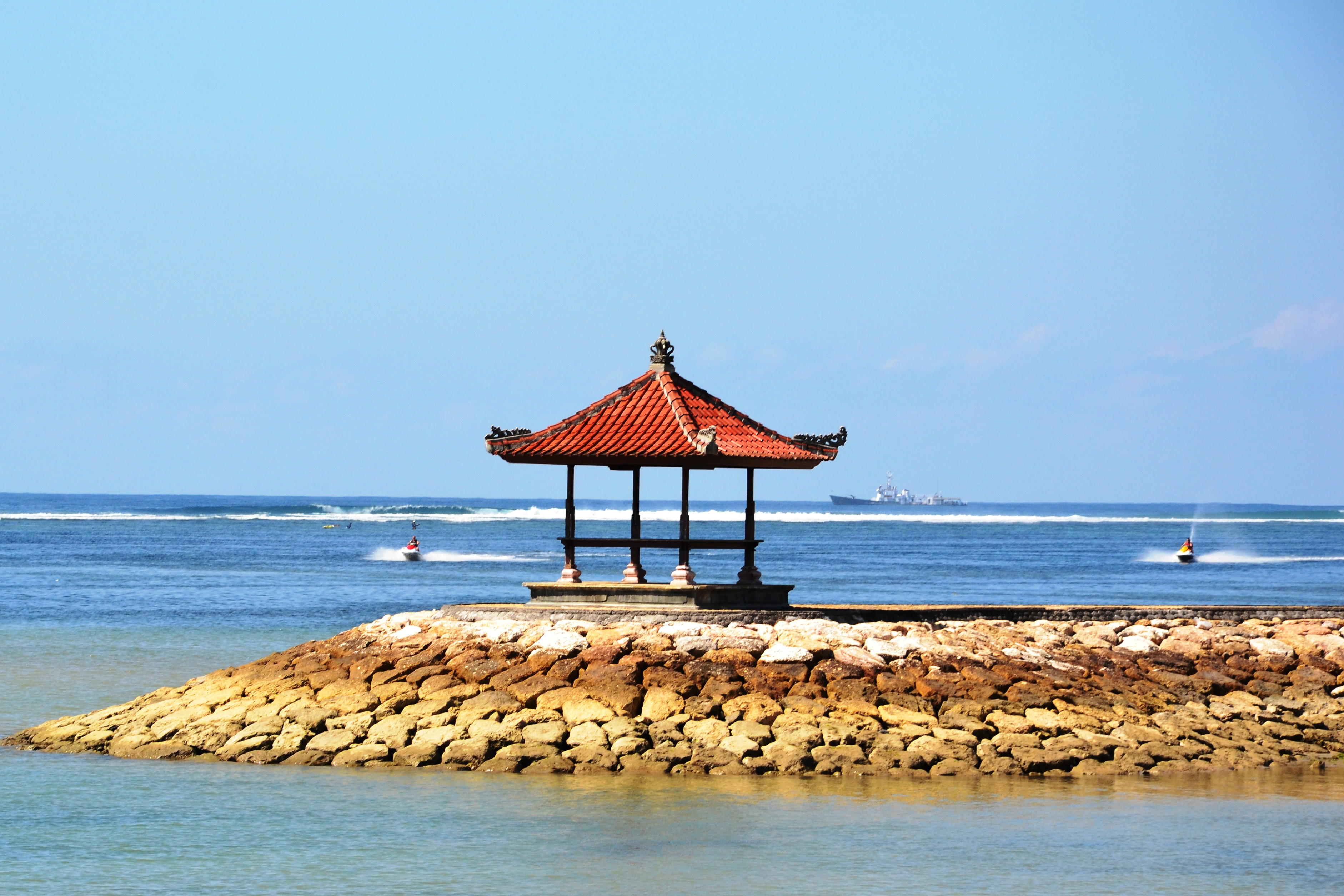
Узбережжя Беноа має популярність серед любителів морського відпочинку

Від початку 1980-х років Беноа належить до числа найбільш відвідуваних курортно-туристичних зон Балі. Пріоритетність індустрії туризму для цієї території знайшла відбиття в довгостроковому плані економічного розвитку Беноа, який прийняла адміністрація округу Бадунг у 2000 році. Мис — особливо його західне узбережжя — має популярність насамперед серед любителів морського відпочинку, у тому числі сноркелінгу, дайвінгу, серфінгу, аквабайку. За оцінкою місцевої влади, за ступенем привабливості для них Беноа наближається до Куті — найвідомішого водно-спортивного курорту Балі, попри те що певні обмеження для нирців тут створюють припливи і відпливи, більш виражені, ніж у багатьох інших частинах острова. Тут розташовано кілька готелів високого класу, є обладнані пляжі, ресторани, кафе та інші об'єкти туристичної інфраструктури. Індустрія туризму є основою соціально-економічного життя мешканців мису, забезпечуючи зайнятість не менш як 55 % працездатної частини місцевого населення.
Рибальство, яке історично було головною галуззю місцевого господарства, нині має другорядне значення для жителів Беноа. Основним промисловим видом тут є Sardinella lemuru. Крім того, ведеться вилов креветок, а також збір морських водоростей. Загалом у рибальстві й видобутку різноманітних морепродуктів зайнято 16 % працездатного населення мису.
1996 року комерційні структури, що діяли на території Беноа, створили спеціальний дорадчий комітет (індонез. Komite Tanjung Benoa) для узгодження різних питань, що стосуються економічного освоєння цієї території, її соціального розвитку та охорони тутешньої природи. На початок 2000-х років комітет об'єднував 24 компанії, зайняті переважно в готельному і туристичному бізнесі.
На території Беноа розташована одна середня школа першого ступеня (з 7-го по 9-й клас), дві початкові школи (з 1-го по 6-й клас), а також один дитячий садок і один медпункт. Працює безліч магазинів і кілька базарів традиційного типу. Діють 8 індуїстських і один буддистський храм, а також одна мечеть. Є три кладовища: індуїстське, мусульманське і китайське.